# Сьвіниці (Лодзинське воєводство)
Сьвіниці (пол. Świnice) — село в Польщі, у гміні Рава-Мазовецька Равського повіту Лодзинського воєводства.
Населення — 54 особи (2011).
У 1975-1998 роках село належало до Скерневицького воєводства.

## Демографія
Демографічна структура станом на 31 березня 2011 року:
|          | Загалом | Допрацездатний вік | Працездатний вік | Постпрацездатний вік |
| -------- | ------- | ------------------ | ---------------- | -------------------- |
| Чоловіки | 28      | 4                  | 22               | 2                    |
| Жінки    | 26      | 6                  | 14               | 6                    |
| Разом    | 54      | 10                 | 36               | 8                    |